# Penetangore River
Penetangore River är ett vattendrag i Kanada.   Det ligger i provinsen Ontario, i den sydöstra delen av landet, 500 km väster om huvudstaden Ottawa.
Trakten runt Penetangore River består till största delen av jordbruksmark. Runt Penetangore River är det glesbefolkat, med 11 invånare per kvadratkilometer.